# Нинигори
Нинигори (груз. ნინიგორი) — село в Грузии, в муниципалитете Лагодехи края Кахетия.

## География
Село расположено в восточной части края, в 5 километрах по прямой к юго-западу от центра муниципалитета Лагодехи. Высота центра — 310 метров над уровнем моря.

## Население
По данным переписи населения 2014 года, в селе проживало 502 человека.
| Год  | Население | Мужчины | Женщины |
| ---- | --------- | ------- | ------- |
| 2002 | 782       | 359     | 423     |
| 2014 | 502       | 250     | 252     |